# Ángela Torres
Ángela Torres, pseudonimo di Angela Azul Concepción Caccia (Avellaneda, 13 agosto 1998), è un'attrice e cantante argentina.

## Biografia
Nasce il 13 agosto 1998 ad Avellaneda, nella provincia di Buenos Aires, in una famiglia di artisti. Figlia dell'attrice Gloria Carrá, suo zio è il cantante Diego Torres, è nipote dell'attrice Lolita Torres. Questo l'ha influenzata e motivata a studiare teatro e circo fin da quando aveva 8 anni.
Debutta in televisione nel 2008, nella serie, Il mondo di Patty, partecipando in 6 episodi.
A dodici anni debutta in teatro nello spettacolo, Irreal, di Silvina Gómez Giusto, dove interpreta il personaggio di Lia, grazie al quale vince il premio Trinidad Guevara nella categoria, "Revelación femenina". Successivamente prende parte al cast del musical, Tutti insieme appassionatamente, dove interpreta a una delle figlie del Capitán Von Trapp, qui interpretato da Diego Ramos.
Ad aprile 2012 prende parte al cast del film, Extraños en la noche, il cui protagonista è suo zio, Diego Torres e sempre nello stesso anno, a maggio recita in televisione nei panni di Paloma Cocker, figlia del protagonista Oscar Martinez, nella serie Condicionados dove viene nominata al premio Tato nella categoria "Revelación" senza vincere.
Nel 2013 partecipa alla telenovela Solamente vos, i cui protagonisti sono, Natalia Oreiro e Adrian Suar. Nel 2014 partecipa al programma Tu cara me suena 2, vincendo dopo otto mesi di trasmissione. Nel 2015 recita nella telenovela Esperanza mía nei panni di Lola, in onda su El Trece dove canta nella band "Los solaris" insieme a Stéfano de Gregorio, Franco Masini e Minerva Casero. A ottobre prende parte al film biografico, Gilda, no me arrepiento de este amor i cui protagonisti sono Natalia Oreiro e Pablo Rago, dove interpreta la cantante Gilda durante la sua adolescenza.
Partecipa poi al videoclip Coronados de Gloria, insieme a Federico Venzi, nella canzone "Martaelena". Infine a dicembre è protagonista di Viaje a la luna, insieme a Angelo Mutti Spinetta. Prende inoltre parte al reality show, Bailando 2016, il cui conduttore televisivo è Marcelo Tinelli, dopo sette mesi di competizione, raggiunge il sesto posto.
Nello stesso anno canta una canzone di Diego Torres, chiamata, El camino en dos oportunidades. A luglio, al Teatro Gran Rex recita nel musical, Peter Pan, come Trilly insieme a Fernando Dente e Natalie Pérez
Il 23 ottobre 2016 debutta come cantante solista nel Personal Fest, presentando La vida Rosa. Nel 2018, è la protagonista della telenovela Simona, prodotta da Pol-ka Producciones e in onda su El Trece. Nella serie canta la maggior parte delle canzoni.
Nel 2025 esce il suo primo album “No me olvides”.

## Filmografia

### Cinema
- Extraños en la noche, regia di Alejandro Montiel (2012)
- Gilda, no me arrepiento de este amor, regia di Lorena Muñoz (2016)
- Los padecientes, regia di Joaquín Cambre (2017)

### Televisione
- Il mondo di Patty - serial TV (2007)
- Condicionados - miniserie TV (2012)
- Solamente vos - serial TV (2013)
- Tu cara me suena 2 - programma TV, concorrente, vincitrice (2014)
- Esperanza mía (2015-2016)
- Bailando por un sueño - programma TV, concorrente, diciannovesimo posto (2016)
- Simona - serial TV (2018)
- Yo soy Gilda - serie TV (2019)

## Discografia

### Singoli
- 2015 – Vueltas al Reloj
- 2016 – La vida rosa
- 2019 – Suerte

### Colonne sonore
- 2015 – Esperanza mía
- 2016 – Gilda, no me arrepiento de este amor
- 2018 – Simona
- 2025 álbum - Ángela Torres “No me olvides”

## Teatro
- Irreal (2011)
- The Sound of Music (2012)
- Criatura emocional (2014)
- Esperanza mía, el musical (2015)
- Peter Pan, todos podemos volar (2016-2017)
- Il diario di Anna Frank (2017)
- Simona en Vivo (2018)